# 漢人明子
漢人 明子（かんど あきこ、1960年5月11日 - ）は、日本の政治家。東京都議会議員（2期）、緑の党グリーンズジャパン共同代表。元小金井市議会議員（4期）。

## 来歴
静岡県生まれ。父親の転勤により5歳で東京都府中市内に移り、以後、多摩地域で過ごす。1980年に東京学芸大学に進学し（1985年に中退）、小金井市内に転居する。1983年より、小金井市内の「どろんこ保育所」で保育者として働く。
1986年のチェルノブイリ原子力発電所事故を受け、小金井市に食品の放射能測定室の設置を求める運動に加わる（1990年に小金井市に放射能測定室が設置）。
1997年に小金井市議会議員選挙に立候補して当選。以後、4期16年務める。2012年、緑の党グリーンズジャパンの設立に携わる。2013年の市議選には立候補しなかった。
2017年7月の第20回東京都議会議員選挙に無所属で立候補。小金井市を含む東京18区が地盤の菅直人元首相らの応援を受けるも、都民ファーストの会公認の新人・辻野栄作に敗れた。
2021年7月の第21回東京都議会議員選挙に無所属で立候補。所属の緑の党グリーンズジャパンのみならず立憲民主党・日本共産党・社会民主党・東京・生活者ネットワーク・新社会党からの推薦、半数近い小金井市議からの応援を受け、都民ファーストの会現職の辻野、自由民主党公認（公明党推薦）の新人・広瀬真木を破る。
2024年2月、緑の党グリーンズジャパンの共同代表に就任。
2025年7月の第22回東京都議会議員選挙に前回と同じく立憲民主党や日本共産党などの推薦を受ける形で無所属で立候補し、再選。

## 著作
- 漢人明子・菅谷昭（監修）『「内部被ばく」こうすれば防げる！ 放射能を21年間測り続けた女性市議からのアドバイス』文藝春秋、2012年 ISBN 4163749101